# Monochamus bootangensis
Monochamus bootangensis är en skalbaggsart som beskrevs av Stefan von Breuning 1947. Monochamus bootangensis ingår i släktet Monochamus och familjen långhorningar. Inga underarter finns listade i Catalogue of Life.